# Fukuoka International Women's Cup
Il Fukuoka International Women's Cup è un torneo di tennis che si gioca a Fukuoka in Giappone. Fin dal 2001 fa parte dell'ITF Women's Circuit. Si gioca su campi in sintetico.

## Albo d'oro

### Singolare
| Anno            | Campionessa                           | Finalista                             | Punteggio                             |
| --------------- | ------------------------------------- | ------------------------------------- | ------------------------------------- |
| 2025            | Emerson Jones                         | Himeno Sakatsume                      | 7-6(4), 6-4                           |
| ↑ ITF W35 ↑     |                                       |                                       |                                       |
| 2024            | Kimberly Birrell                      | Emina Bektas                          | 6–2, 6–4                              |
| ↑ ITF W75 ↑     |                                       |                                       |                                       |
| 2023            | Natsumi Kawaguchi                     | Katie Boulter                         | walkover                              |
| 2022- 2021      | Non disputato                         | Non disputato                         | Non disputato                         |
| 2020            | Annullato per la pandemia di Covid-19 | Annullato per la pandemia di Covid-19 | Annullato per la pandemia di Covid-19 |
| 2019            | Heather Watson                        | Zarina Diyas                          | 7–6(1), 7–6(4)                        |
| 2018            | Katie Boulter                         | Ksenia Lykina                         | 5–7, 6–4, 6–2                         |
| 2017            | Magdaléna Rybáriková                  | Jang Su-jeong                         | 6–2, 6–3                              |
| ↑ ITF $60.000 ↑ |                                       |                                       |                                       |
| 2016            | Ksenia Lykina                         | Kyōka Okamura                         | 6–2, 6(2)–7, 6–0                      |
| 2015            | Kristýna Plíšková                     | Nao Hibino                            | 7–5, 6–4                              |
| 2014            | Naomi Broady                          | Kristýna Plíšková                     | 5–7, 6–3, 6–4                         |
| 2013            | Ons Jabeur                            | An-Sophie Mestach                     | 7–6(2), 6–2                           |
| 2012            | Casey Dellacqua                       | Monique Adamczak                      | 6–4, 6–1                              |
| 2011            | Tamarine Tanasugarn                   | Chan Yung-jan                         | 6–4, 5–7, 7–5                         |
| 2010            | Junri Namigata                        | Nikola Hofmanová                      | 6–1, 6–2                              |
| 2009            | Nikola Hofmanová                      | Chang Kai-chen                        | 6–3, 6–2                              |
| 2008            | Tomoko Yonemura                       | Tamarine Tanasugarn                   | 6–1, 2–6, 7–6(8)                      |
| 2007            | Chan Yung-jan (3)                     | Casey Dellacqua                       | 6–4, 6–4                              |
| 2006            | Chan Yung-jan (2)                     | Ayumi Morita                          | 6–3, 4–6, 6–1                         |
| 2005            | Chan Yung-jan (1)                     | Ayumi Morita                          | 6–3, 6–2                              |
| 2004            | Ana Ivanović                          | Jarmila Gajdošová                     | 6–2, 6(4)–7, 7–6(4)                   |
| 2003            | Saori Obata                           | Maria Elena Camerin                   | 2–6, 6–3, 6–3                         |
| 2002            | Vanessa Webb                          | Jeon Mi-ra                            | 6–0, 6–4                              |
| 2001            | Alicia Molik                          | Saori Obata                           | 7–5, 6–3                              |
| ↑ ITF $50.000 ↑ |                                       |                                       |                                       |

### Doppio
| Anno            | Campionesse                            | Finaliste                             | Punteggio                             |
| --------------- | -------------------------------------- | ------------------------------------- | ------------------------------------- |
| 2025            | Momoko Kobori Ayano Shimizu            | Miho Kuramochi Akiko Ōmae             | 4-6, 6-2, [10-8]                      |
| ↑ ITF W35 ↑     |                                        |                                       |                                       |
| 2024            | Rutuja Bhosale Paige Hourigan          | Haruna Arakawa Aoi Ito                | 3–6, 6–3, [10–6]                      |
| ↑ ITF W75 ↑     |                                        |                                       |                                       |
| 2023            | Emina Bektas Lina Glushko              | Ma Yexin Alana Parnaby                | 7–5, 6–3                              |
| 2022- 2021      | Non disputato                          | Non disputato                         | Non disputato                         |
| 2020            | Annullato per la pandemia di Covid-19  | Annullato per la pandemia di Covid-19 | Annullato per la pandemia di Covid-19 |
| 2019            | Naomi Broady (3) Heather Watson        | Kristie Ahn Alison Bai                | walkover                              |
| 2018            | Naomi Broady (2) Asia Muhammad         | Tara Moore Amra Sadiković             | 6–2, 6–0                              |
| 2017            | Junri Namigata (2) Kotomi Takahata (2) | Erina Hayashi Robu Kajitani           | 6–0, 6(3)–7, [10–7]                   |
| ↑ ITF $60.000 ↑ |                                        |                                       |                                       |
| 2016            | Indy de Vroome Aleksandrina Naydenova  | Nigina Abduraimova Ksenia Lykina      | 6–4, 6–1                              |
| 2015            | Naomi Broady (1) Kristýna Plíšková     | Eri Hozumi Junri Namigata             | 6–3, 6–4                              |
| 2014            | Shūko Aoyama (2) Eri Hozumi            | Naomi Broady Eléni Daniilídou         | 6–3, 6–4                              |
| 2013            | Junri Namigata (1) Erika Sema          | Rika Fujiwara Akiko Ōmae              | 7–5, 3–6, [10–7]                      |
| 2012            | Monique Adamczak Stephanie Bengson     | Misa Eguchi Akiko Ōmae                | 6–4, 6–4                              |
| 2011            | Shūko Aoyama (1) Rika Fujiwara         | Aiko Nakamura Junri Namigata          | 7–6(3), 6–0                           |
| 2010            | Misaki Doi Kotomi Takahata (1)         | Marina Eraković Aleksandra Panova     | 6–4, 6–4                              |
| 2009            | Akiko Yonemura (1) Tomoko Yonemura     | Ayaka Maekawa Junri Namigata          | 6–2, 6(3)–7, [10–3]                   |
| 2008            | Melanie South Nicole Thyssen           | Maya Kato Julia Moriarty              | 4–6, 6–3, [14–12]                     |
| 2007            | Ayumi Morita Akiko Yonemura (1)        | Rika Fujiwara Junri Namigata          | 6–2, 6–2                              |
| 2006            | Chan Yung-jan Chuang Chia-jung         | Leanne Baker Christina Horiatopoulos  | 6–1, 6–2                              |
| 2005            | Ryoko Fuda Seiko Okamoto               | Chan Yung-jan Chuang Chia-jung        | 6–2, 7–6(1)                           |
| 2004            | Rika Fujiwara (1) Saori Obata          | Monique Adamczak Nicole Kriz          | 6–2, 6–4                              |
| 2003            | Līga Dekmeijere Nana Miyagi (2)        | Rika Fujiwara Saori Obata             | 6–2, 2–6, 6–4                         |
| 2002            | Shinobu Asagoe Cho Yoon-jeong          | Julie Pullin Lorna Woodroffe          | 6–2, 6–4                              |
| 2001            | Rika Hiraki Nana Miyagi (1)            | Julie Pullin Lorna Woodroffe          | 6–0, 7–6(3)                           |
| ↑ ITF $50.000 ↑ |                                        |                                       |                                       |